# Silvano Varettoni
Silvano Varettoni, né le 3 décembre 1984 à Pieve di Cadore, est un skieur alpin italien spécialiste des disciplines de vitesse (descente et super G). 

## Biographie
Silvano Varettoni prend part à ses premières compétitions officielles de la FIS à partir de 1999.
En 2004, il devient vice-champion du monde junior de la descente aux championnats du monde juniors à Maribor.
Il fait ses débuts en Coupe du monde en décembre 2006 lors du super G de Val Gardena. Quelques semaines plus tard, il monte sur son premier podium en Coupe d'Europe puis marque ses premiers points (trente premiers) en Coupe du monde en fin de saison (29e à Kvitfjell).
Cependant en mars 2008, il est victime de multiples blessures au niveau du genou lors de la Coupe du monde de Kvitfjell. Il fait son retour lors de la saison 2009-2010.
Il retrouve le chemin de la performance lors de la Coupe du monde 2012-2013, où il obtient directement son premier top 10 en terminant neuvième de la descente de Val Gardena. En mars 2013, il se classe même cinquième de la descente de Kvitfjell, meilleur résultat en carrière.

## Palmarès

### Coupe du monde
- Meilleur classement général : 60e en 2014.
- Meilleur résultat : 5e.

### Championnats du monde juniors
- Maribor 2004 : 
  -  Médaille d'argent de la descente.

### Coupe d'Europe
- 2 victoires (en super G)